# べっぷ日出農業協同組合
べっぷ日出農業協同組合（べっぷひじのうぎょうきょうどうくみあい）は、大分県別府市大字鶴見に本店を置く農業協同組合である。通称はJAべっぷ日出。

## 概要
2010年（平成22年）9月1日に、大分県別府市の別府市農業協同組合（JA別府市）と大分県速見郡日出町の日出町農業協同組合（JA日出町）が合併して発足した。
なお、大分県では、2007年（平成19年）1月22日に、県内の23農協のうち、JA別府市及びJA日出町を含む20農協が参加して県域農協の設立が目指されたが、JA別府市及びJA日出町は中途で離脱し、2008年（平成20年）6月1日の大分県農業協同組合の発足には加わっていなかった。
大分県別府市大字鶴見に本店を置き、5の支店と1ヶ所の出張所などを有する。また、葬祭事業として、プリエール天寿（別府市竹の内）及びプリエール暘谷（速見郡日出町）の2ヶ所の葬祭場を運営するとともに、福祉事業として福祉センター グラティほっとパル（別府市大字鶴見）を運営している。かつては、本店5階で温泉施設のJA温泉ヘルシーの湯を運営していたが、2012年3月31日に閉館している。
- 出資金 - 1,205百万円
- 組合員数 - 正組合員 2,850人、準組合員 13,174人
- 役員数 - 22人
- 職員数 - 155人

(2017年6月現在)

## 事業区域
- 別府市
- 速見郡日出町
- 杵築市大字八坂申川及び杵築市大字八坂大左右の地区の一部